# Hermann Josef Ullrich
Hermann Josef Ullrich (* 15. August 1888 in Mödling bei Wien; † 16. Oktober 1982 in Weidling bei Wien) war ein österreichischer Jurist, Komponist, Musikkritiker und -historiker. 

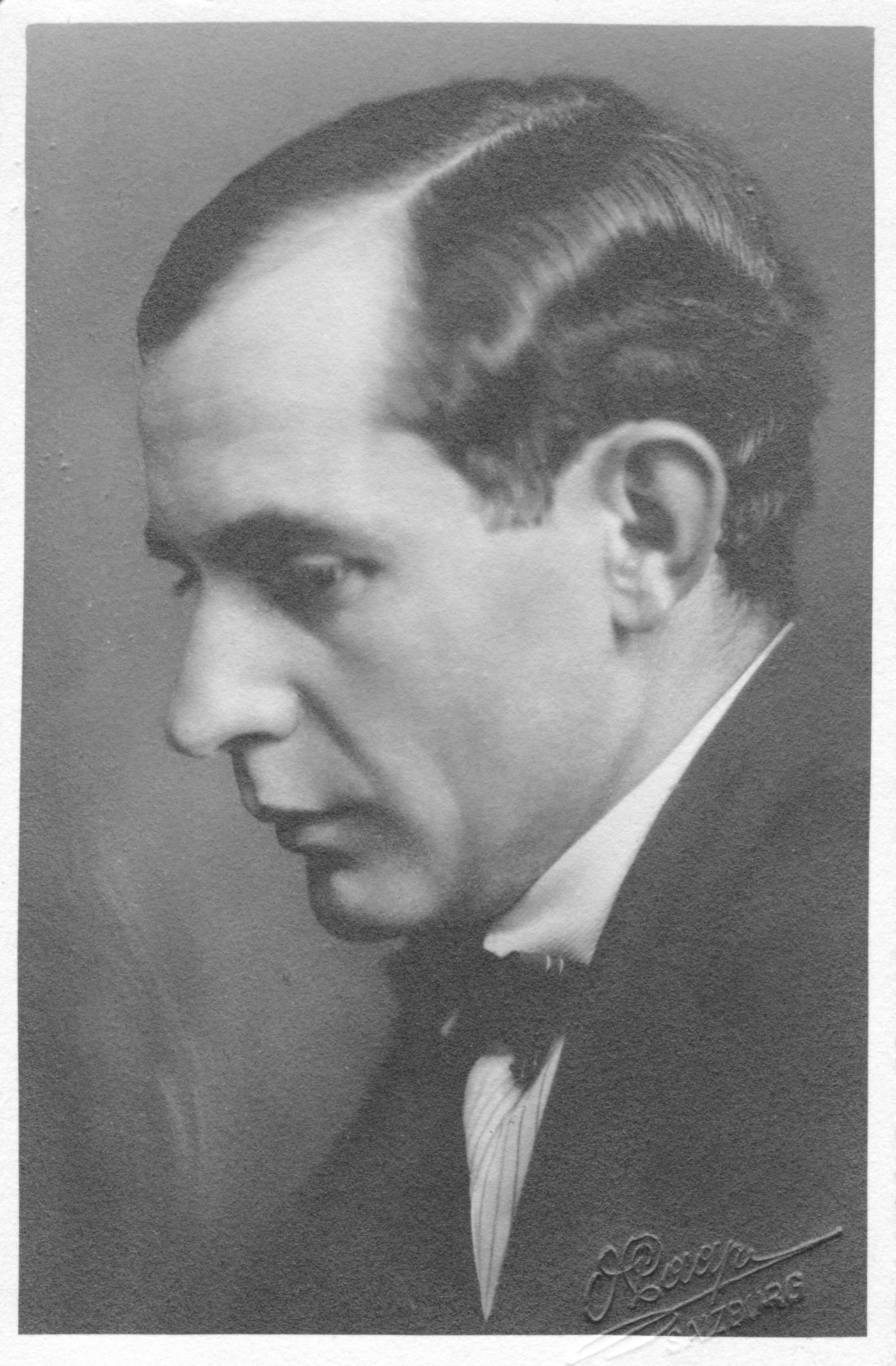
Hermann Ullrich im Alter von ca. 30 Jahren

## Leben
Einer Juristenfamilie entstammend, absolvierte Ullrich sein Jura-Studium in Wien, promovierte 1911 und war dort bis 1918 als Richter tätig. Zeitgleich absolvierte er musiktheoretische Studien u. a. bei Josef Bohuslav Foerster und Carl Frühling. 1918 bis 1927 war er als Richter in Salzburg tätig und studierte daneben am Mozarteum u. a. bei Bernhard Paumgartner, Felix Petyrek und Friedrich Frischenschlager. In diese Zeit fällt der Beginn seiner Freundschaft mit Franz Ledwinka. Ab 1922 arbeitete er als Musikkritiker für eine Salzburger Zeitung, ab 1925 freiberuflich für die Neue Freie Presse. 1934 bis 1938 war er in Wien nebenberuflich als Kritiker und Journalist für dieselbe Zeitung tätig.
1938 wurde er von den Nazis zwangspensioniert und verbrachte die Zeit von 1939 bis Mitte 1946 in Großbritannien, wo er u. a. an der Emigrantenzeitschrift Free Austria unter dem Pseudonym „Eusebius“ mitarbeitete und ca. 1942 bis zur Auflösung Generalsekretär der Free Austrian Movement war. 1946 kehrte er nach Österreich zurück.
Er wurde Vizepräsident des Obersten Gerichtshofes in Österreich (bis 1958) und Musikkritiker der Tageszeitung Neues Österreich bis zu deren Einstellung 1967. In den sechziger Jahren folgte eine intensive wissenschaftliche Beschäftigung mit Maria Theresia Paradis, in den siebziger Jahren die Publikation mehrerer Aufsätze zum Freundeskreis Beethovens. Ein weiterer Schwerpunkt seiner Forschungen war der Musikkritiker und Komponist Alfred Julius Becher.
Hermann Josef Ullrich erhielt das Ehrenkreuz für Wissenschaft und Kunst I. Klasse und die Ehrenmedaille der Bundeshauptstadt Wien in Silber. Daneben war er Ehrenmitglied und Träger der Mozart-Medaille der Mozartgemeinde Wien. Er wurde auf dem Hietzinger Friedhof bestattet. Sein Nachlass befindet sich in der Österreichischen Nationalbibliothek.

## Werk

### Kompositionen (Auswahl)
- Hanneles Himmelfahrt (opus 5,1922), Sinfonische Dichtung nach einem Motiv von Gerhart Hauptmann
- Der erste Ball (1923), Ballett
- Variationen über ein eigenes Thema für Kammerorchester (opus 16, Datierung folgt)
- Trio-Phantasie für Violine, Horn und Klavier (opus 20, Datierung folgt)
- Ouvertüre zu einem Puppenspiel (opus 22, Datierung folgt)
- Streichquartett (Datierung folgt)

### Schriften (Auswahl)
- W. A. Mozart: In Commeration of the 150th Anniversary of his death (veröffentlicht unter dem Pseudonym „Eusebius“), in: Free Austria: Monthly Review of the Austria Office, Vol. 2, No. 3, London, Dezember 1941
- Fortschritt und Tradition – 10 Jahre Musik in Wien 1945-1955, Österreichischer Bundesverlag, Wien 1956
- Das Stammbuch der blinden Musikerin Maria Theresia Paradis, in: Bonner Geschichtsblätter, Jg. 15, Bonn 1961, S. 340ff.
- Julius Bittner, Verlag Elisabeth Lafite, Wien 1968
- Die blinde Glasharmonikavirtuosin Marianne Kirchgeßner und Wien. Eine Künstlerin der empfindsamen Zeit, Verlag Hans Schneider, Tutzing 1971
- Alfred Julius Becher. Der Spielmann der Wiener Revolution (= Studien zur Musikgeschichte des 19. Jahrhunderts, Band 40), Regensburg 1974
- Franz Oliva – ein vergessener Freund Beethovens, Sonderdruck aus dem Jahrbuch des Vereins für Geschichte der Stadt Wien, Band 36, Wien 1980
- Ludwig van Beethovens letzte Oratorienpläne – eine Studie, Verlag Hans Schneider, Tutzing 1982
- Erinnerungen aus meinem Leben – Do-re-mi., Wien, November 1980, nicht publiziert